# 户县机场

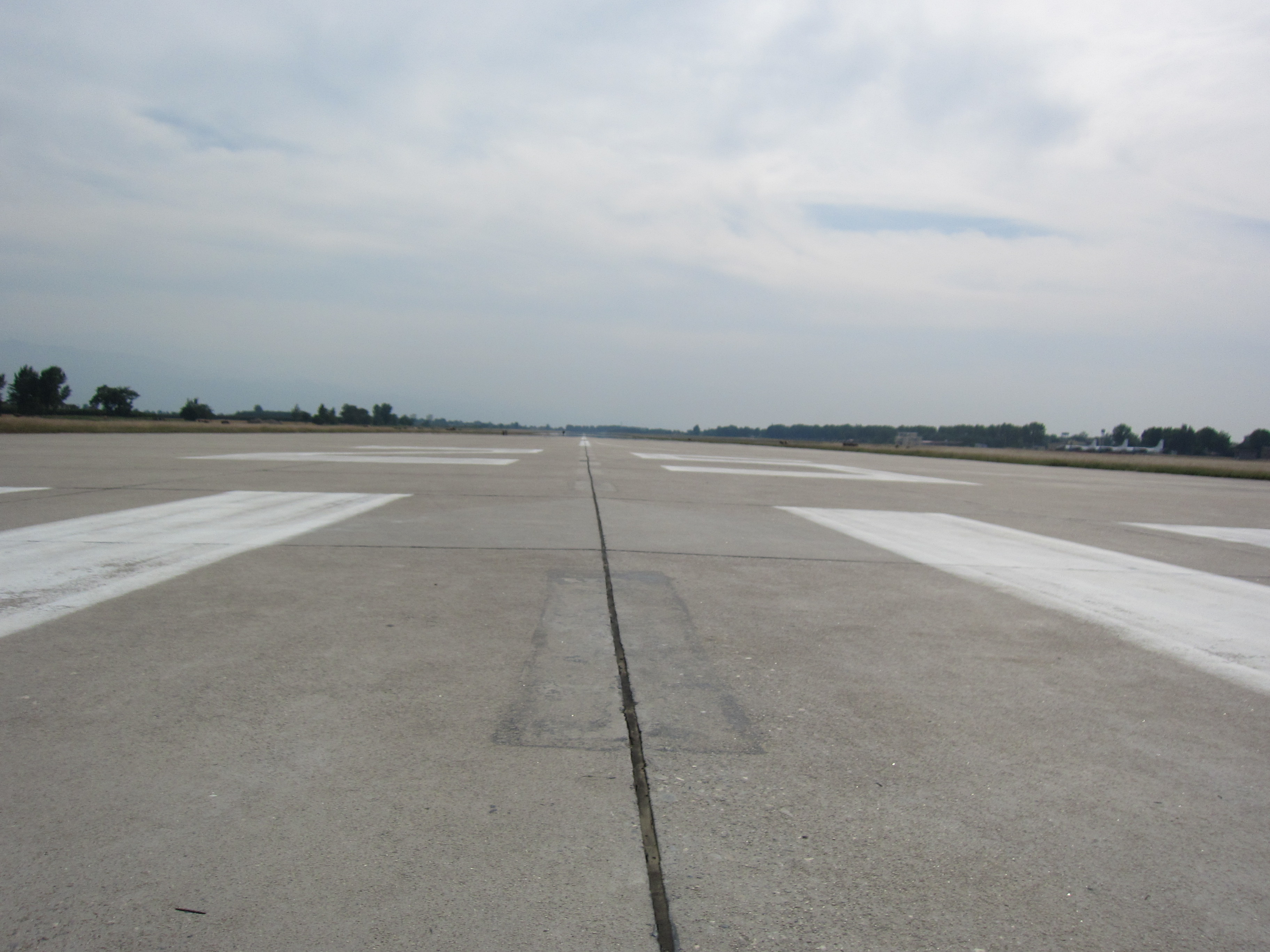
户县机场跑道

户县机场是一座位于中国陕西省西安市鄠邑区甘亭街道办的军用机场。抗日戰爭軍用機場，飛虎隊美國第十四航空隊基地，後來由解放軍空军第二飞行学院（现更名为解放军西安空军飞行学院）所属的第二训练团目前使用该机场，长期进行训练任务。

## 机场文化
户县机场周边村镇有许多村民开设烤肉餐馆，而“机场烤肉”之后逐渐开始在西安地区流行，西安大街小巷能看到不少“户县机场烤肉”的招牌。目前该机场附近仍旧有许多烤肉店，每逢周末节假日人更多。餐馆顾客多来自于西安城区及其周边地区，人们可以一边吃烤肉，一边观看飞机起飞。
由张艺谋导演过的《古今大战秦俑情》，影片内机场的取景地就是该机场。